# Małaja Musznia
Małaja Musznia (ros. Малая Мушня) – wieś w Rosji, w rejonie szeksnińkim obwodu wołogodzkiego. W 2010 r. liczyła 17 mieszkańców.